# Einar Hjörleifsson Kvaran
Einar Hjörleifsson Kvaran (6 de diciembre de 1859, Vellanes, Islandia como Einar Hjörleifsson - 21 de mayo de 1938, Reikiavik) editor, escritor, novelista y poeta islandés.
Hijo de Rev. Hjörleifur Einarsson y Guðlaug Eyjólfsdóttir. Su nombre era Einar Hjörleifsson pero con sus sobrinos y hermanos adoptó el apellido islandés Kvaran en 1916.
Además de las publicaciones en islandés en Winnipeg, Einar fue editor en Reikiavik y Akureyri. Escribió asimismo numerosos relatos, novelas, ensayos y poemas. En 1913 el gobierno islandés lo becó junto a muchos escritores para que se dedicaran enteramente a escribir. Lo votaron como el poeta más popular de Islandia en 1923.
Gils Guðmundsson escribió una biografía suya en 1997, que contiene sus obras principales.
- Datos: Q1305870
- Multimedia: Einar Hjörleifsson Kvaran / Q1305870